# Монґла (Бангладеш)
Монґла (англ. Mongla, бенг. মংলা) — портове місто в окрузі Баґерхат на південному заході Бангладеш.
Порт міста Кхулна до 1954 року знаходився у селищі Чална, за 30 км на південь від Кхулни, але з 1954 року був перенесений нижче за течією, за 48 км від Кхулни, та отримав назву Монґла. Порт розташований у місці злиття річок Пашур і Монґла, приблизно за 100 км на північ від Бенгальської затоки, він пов'язаний річками та залізницею з іншими частинами країни.
Головними експортними товарами порту є джут, шкіри, тютюн, заморожена риба та морепродукти. Імпортні товари включають зерно, цемент, добрива, кам'яне вугілля і деревину.